# Chianciano Terme
Chianciano Terme – miejscowość i gmina we Włoszech, w regionie Toskania, w prowincji Siena.
Według danych na rok 2004 gminę zamieszkiwało 6946 osób, 192,9 os./km².